# Afrikanska mästerskapen i fäktning 2004
Afrikanska mästerskapen i fäktning 2004 arrangerades mellan den 24 och 29 april 2004 i Tunis i Tunisien. Det var den sjätte upplagan av afrikanska mästerskapen i fäktning.

## Medaljörer

### Herrar
| Gren                  | Guld                 | Silver              | Brons                |
| Värja, individuellt   | Muhannad Saif El-Din | Ibrahim Abdel Rehim | Yasser Mahmoud       |
| Värja, individuellt   | Muhannad Saif El-Din | Ibrahim Abdel Rehim | Tamer Mohamed Tahoun |
| Värja, lag            | Egypten              | Tunisien            | Marocko              |
| Florett, individuellt | Tamer Mohamed Tahoun | Maher Ben Aziza     | Mostafa Nagaty       |
| Florett, individuellt | Tamer Mohamed Tahoun | Maher Ben Aziza     | Mohamed Samandi      |
| Florett, lag          | Egypten              | Algeriet            | Tunisien             |
| Sabel, individuellt   | Mohammed Rebai       | Hichem Samandi      | Medhat El-Bakry      |
| Sabel, individuellt   | Mohammed Rebai       | Hichem Samandi      | Zied Mahjoub         |
| Sabel, lag            | Egypten              | Tunisien            | Algeriet             |

### Damer
| Gren                  | Guld                         | Silver            | Brons            |
| Värja, individuellt   | Meriem Hayouni               | Hajer Hayouni     | Rachel Barlow    |
| Värja, individuellt   | Meriem Hayouni               | Hajer Hayouni     | Zahra Gamir      |
| Värja, lag            | Tunisien                     | Algeriet          | Egypten          |
| Florett, individuellt | Wassila Rédouane-Saïd-Guerni | Shaimaa El-Gammal | Inès Boubakri    |
| Florett, individuellt | Wassila Rédouane-Saïd-Guerni | Shaimaa El-Gammal | Radwa Nagaty     |
| Florett, lag          | Egypten                      | Tunisien          | Algeriet         |
| Sabel, individuellt   | Sara Yahia                   | Chaima Fathalli   | Adja Yacine Sarr |
| Sabel, individuellt   | Sara Yahia                   | Chaima Fathalli   | Ouassila Yemmi   |
| Sabel, lag            | Tunisien                     | Egypten           | Senegal          |

## Medaljtabell
*   Värdland ( Tunisien)
| Nr                  | Nation              | Guld | Silver | Brons | Totalt |
| ------------------- | ------------------- | ---- | ------ | ----- | ------ |
| 1                   | Egypten             | 7    | 3      | 6     | 16     |
| 2                   | Tunisien*           | 4    | 7      | 4     | 15     |
| 3                   | Algeriet            | 1    | 2      | 4     | 7      |
| 4                   | Senegal             | 0    | 0      | 2     | 2      |
| 5                   | Marocko             | 0    | 0      | 1     | 1      |
| 5                   | Sydafrika           | 0    | 0      | 1     | 1      |
| Totalt (6 nationer) | Totalt (6 nationer) | 12   | 12     | 18    | 42     |